# Бертен
Бертен (фр. Berthen) насеље је и општина у североисточној Француској у региону Север-Па д Кале, у департману Север која припада префектури Денкерк.
По подацима из 2011. године у општини је живело 512 становника, а густина насељености је износила 98,84 становника/km². Општина се простире на површини од 5,18 km². Налази се на средњој надморској висини од 58 метара (максималној 162 m, а минималној 32 m).

## Демографија
| 1962. | 1968. | 1975. | 1982. | 1990. | 1999. | 2011. |
| ----- | ----- | ----- | ----- | ----- | ----- | ----- |
| 367   | 426   | 406   | 439   | 464   | 517   | 512   |

График промене броја становника у току последњих година